# Всеукраїнський банк розвитку
Публічне акціонерне товариство «Всеукраїнський Банк Розвитку» (ВБР) — колишній комерційний банк, створений 24 квітня 2009 року з головним офісом в Києві, був бізнесом "сім’ї Януковича", та використовувався нею для незаконного збагачення через надання кредитів по завищених ставках держкомпаніям України. Засновники: Олександр Янукович і Валентина Арбузова, до останнього єдиним власником банку був старший син колишнього президента України Віктора Януковича — Олександр Янукович. Правління очолювала Валентина Арбузова, мати колишнього глави НБУ Сергія Арбузова.
За два з половиною роки активи банку виросли на 1240% і склали на 01.07.2012 р. 2,5 млрд грн. За оцінками спеціалістів, після приходу Януковича до влади ВБР отримав можливість фінансувати залізницю і видавав їй кредити під вигідні проценти. Станом на 1 листопада 2013 року «ВБР» надав кредити регіональним залізницям та іншим держпідприємствам на суму близько 866 млн грн.
28 листопада 2014 року, Національний банк України визнав ВБР неплатоспроможним і ввів у банк тимчасову адміністрацію терміном на 3 місяці. Станом на жовтень 2014 року, загальні активи ВБР становили 5,6 млрд грн., за їх розмірами банк посідав 31 місце серед усіх 166 діючих банків України. За розміром активів на 1 січня 2015 року "ВБР" займав 36 місце (5,635 млрд грн) серед 158 банків.
Станом на 31 жовтня ГСУ МВС здійснюється досудове розслідування у кримінальному провадженні у відношенні службових осіб банку. В ході досудового слідства встановлено, що службові особи ПАТ «Всеукраїнський банк розвитку» в період 2012-2014 років незаконно видали кредити державним підприємствам за завищеними відсотковими ставкам, а отримані злочинні доходи легалізували шляхом розміщення коштів на депозитних рахунках власника банку – Януковича О.В. та підконтрольних осіб – працівників банку «ВБР» та інших юридичних осіб. 
Слідчими ГСУ МВС проведений обшук в ПАТ «ВБР» та накладений арешт на депозитні рахунки фізичних та юридичних осіб на суму понад 2,6 млрд.грн. (з яких 12 млн. грн. належать особисто Януковичу О.В.). 
24 грудня 2015 року Національний банк України ухвалив рішення про відкликання ліцензії у ПАТ «ВБР» та ліквідацію банку.
14 квітня 2021 року до Єдиного державного реєстру юридичних осіб внесено запис про припинення державної реєстрації ПАТ “ВБР” як юридичної особи, а, отже, ліквідація банку вважається завершеною, а сам банк ліквідованим.